# Isabelle Junot
Isabelle Junot (Nova York, els EUA; 18 d'abril de 1991) és una aristòcrata, actriu, empresària franco-danesa i l'actual marquesa consort de Cubes.

## Biografia
És filla de l'empresari francès Philippe Junot (primer marit de Carolina de Mònaco) i de la exmodel danesa Nina Wendelboe-Larsen. Va créixer i criar-se a Nova York i s'educà a París, vivint en certes ocasions a la costa de Màlaga durant la seva infància. D'adolescent va viure dos anys a Marbella. Va estudiar a l'Institut de Le Rosey a Suïssa, un internat suís, i també en el Liceu Francès de Madrid.
A la Universitat de Virgínia (els EUA) va estudiar artt dramàtic. Posteriorment, va seguir formant-se en actuació a l'estudi Stella Adler Studio of Acting, en el Upright Citizens Brigade Training Center i tambñe en el The Acting Studio de Nova York. Participaria a la pel·lícula Fuel l'any 2019.
Ha residit a Nova York, París, Suïssa, Copenhaguen, Londres i Madrid. Des de l'any 2018 viu a Madrid. Parla diverses llengues, entre elles el francès, danès, anglès, espanyol i italià.
L'any 2022 va participar en la setena edició de MasterChef Celebrity España, quedant en cinquena posició.

## Vida privada
Junot va declarar que des de ben petita la seva educació va ser molt estricta per part de la seva mare, tenint prohibit fer petons en públic. Segons Junot “La meva mare m'ho ha prohibit des de petita. Ella era l'estricta, llavors els modals eren molt importants”.
L'any 2021 va casar-se amb Álvaro Falcó, titular del Marquesat de Cubes en l'actualitat, convertint-se així en marquesa consort de Cubes. És també cosina política de l'aristòcrata i xef Tamara Falcó, actual titular del marquesat de Griñón.
Isabelle Junot va declarar també que porta un estil de vida molt saludable, no fuma, no beu alcohol i només consumeix menjar orgànic.
Entre les seves amistats hi ha l'empresària Belén Barnechea, filla d'Alfredo Barnechea, i de la dissenyadora Carlota Muñoz-Vargas, amb qui va viure a Nova York.

## Filmografia

### Cinema
- Fuel, 2019, dir. Israel González[14]

### Televisió
- MasterChef Celebrity España, 2022